# Ekvipotenta mängder
Inom matematiken är två mängder A och B ekvipotenta (från latin aequipotens: av aequus, "lika" och potens, "mäktig") om det finns ett ett-till-ett-förhållande mellan deras element, en bijektion; det vill säga om det finns en funktion f från A till B sådan att det för varje element y i B finns ett och endast ett element i A sådant att y=f(x). Ekvipotenta ändliga mängder har samma kardinalitet, det vill säga består av lika många element. Att två mängder är ekvipotenta betecknas vanligen:
{\displaystyle A\approx B\,} eller {\displaystyle A\sim B}, eller {\displaystyle |A|=|B|.}
Genom att man använder bijektioner för att definiera ekvipotens kan begreppet tillämpas på både ändliga och oändliga mängder för att ange om två mängder är likstora. Till skillnad från ändliga mängder är oändliga mängder ekvipotenta med vissa äkta delmängder av sig själva.
Exempel: De positiva heltalen och de jämna positiva heltalen (som ju är en äkta delmängd av de positiva heltalen - bara vartannat heltal är ju jämnt) är ekvipotenta mängder eftersom det existerar en bijektion mellan dem (y=2x).